# Claude Dagens
Claude Dagens, född 20 maj 1940 i Bordeaux i Frankrike, är en fransk katolsk biskop med säte i Angoulême. 
Han har publicerat ett flertal rapporter om kyrkans roll i det franska samhället efter separationen mellan kyrkan och staten (1905), bland annat Lettre aux catholiques de France, för vilken han belönades med Franska Akademiens pris år 1996. Sedan 2008 innehar Claude Dagens stol nummer 1 i Franska Akademien.